# Bnei Bathyra
Bnei Bathyra (hébreu : בני בתירא), littéralement les Enfants de Bathyra, était une famille de sages juifs qui ont été florissants à partir d'une trentaine d'années av. J.-C. pendant une période d'environ 400 ans. Selon le Talmud, lors de leur première intervention les sages de la famille — appelés les Anciens de Bathyra — ont élevé Hillel le Babylonien au rang de patriarche, alors qu'ils étaient les dirigeants d'un sanhédrin. Des « Bnei Bathyra » sont encore connus à l'époque de la destruction du deuxième Temple de Jérusalem et au cours de l'ère des Tannaïm (début de l'ère commune jusque vers 200). Cette famille est connue pour ses nombreux sages juifs importants sur plusieurs générations. Dans le judaïsme, les sages de la famille sont considérés comme « Gedolei Hador » (Grands de cette génération), faisant donc partie des géants intellectuels du judaïsme de cette époque, y compris après la destruction du Second Temple. Ils sont aussi connus pour avoir occupé une place de choix parmi les Sages de l'Académie de Yabneh. Le consensus général attribue des Tannaïm à cette famille dont le plus célèbre est Judah ben Bathyra, qui, avant la destruction du Second Temple, a résidé à Nisibe en Adiabène. Un territoire du nord de la Mésopotamie, région qui dans les sources juives est située à l'ouest de la « Babylonie ». Il s'agit vraisemblablement de ceux que Flavius Josèphe appelle des « Babyloniens », qui ont été installés en Batanée par Hérode le Grand et y ont fondé la ville de Bathyra, ainsi que de leurs descendants. Toutefois cette identification est contestée par certains critiques.

## Début des Bnei Bathyra
Les Bnei Bathyra acquièrent une importance après la disparition de Shemaya et Abtalion, qui étaient la quatrième paire parmi les couples de « Sages » appelés Zougot. On peut déduire des plus anciennes mentions des Anciens de Bathyra du Talmud que ces deux sages sont absents ou morts et non remplacés et que leur disparition a laissé un vide que les Bnei Bathyra auraient tenté de combler. Dans le Traité Èduyot de l'ordre Neziqin de la Mishna un passage (1:3) « indique aussi une discontinuité entre [Shemaya et Abtalion] et leurs successeurs, leur autorité est intacte, mais ils sont inaccessibles. » Pour Étienne Nodet, « il faut donc les tenir pour morts ou tués, en tout cas sans avoir pu établir de succession reconnue par la colonie de Bathyra. »

## Désignation de Hillel comme patriarche
Dans une Baraita célèbre, que l'on trouve à la fois dans le Talmud de Babylone, dans le Talmud palestinien et dans la Tosefta, les Bnei Bathyra sont soumis à une question portée devant les sages de la famille. « L'événement est rapporté sous plusieurs formes analogues ». Le texte donné ci-dessous est « la recension la plus longue et la plus documentée, en omettant quelques développements annexes manifestement postérieurs. » La loi qui est discutée au point no 1 concerne les infractions au repos le jour du shabbat permises pour la préparation de l'agneau de Pâque :

« Cette loi était ignorée par les 'Anciens de Bathyra'.
1. Il arriva un jour que le 14 Nisân (premier jour de la Pâque juive) coïncide avec le shabbat et ils ne savaient pas si le sacrifice pascal l'emporterait ou non sur le shabbat. Ils dirent : « Il y a ici un certain Babylonien dont le nom est Hillel, qui a étudié avec Shemaya et Abtalion. Il sait si le sacrifice pascal l'emporte ou non sur le shabbat » – « Peut-il être de quelque utilité !? » Ils l'envoyèrent chercher. Ils lui dirent : « As-tu jamais entendu dire si, lorsque le 14 Nisân coïncide avec un shabbat, il l'emporte ou non sur lui ? » Bien qu'il fût resté à leur donner des explications tout le jour, ils ne l'acceptèrent pas jusqu'à ce qu'il leur eût dit : « Malheur à moi ! C'est ce que j'ai reçu de Shemaya et Abtalion. » Quand ils eurent entendu cela, ils se levèrent et le désignèrent comme Patriarche.
2. Quand ils l'eurent proclamé Patriarche, il commença à les critiquer, disant : « Qu'est-ce qui vous a poussé à avoir besoin de ce Babylonien ? Est-ce donc que vous ne serviez pas les deux grands de ce monde, Shemaya et Abtalion qui siégeaient parmi vous ? » »

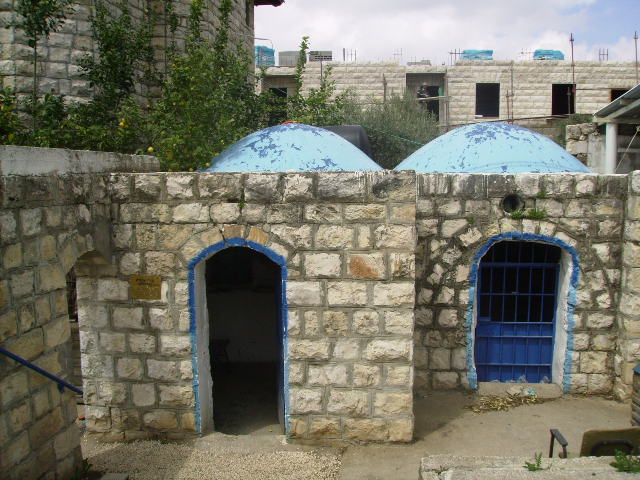
Tombes de Shemaya et Abtalion à Gischala

Les maîtres évoqués dans le récit, Shemaya et Abtalion, « sont les autorités reconnues de tous », mais ils sont absents ou morts et non remplacés. Une liste des transmetteurs est donnée dans le traité Avot de la Mishna (1:10 s), dans laquelle ces deux sages précèdent immédiatement Hillel et Shammaï. Ils sont respectivement patriarche et président du Sanhédrin (Nassi). Pour Étienne Nodet, les fonctions attachés à ces titres sont peut-être anachroniques, « mais il faut reconnaître à ces personnages un rang social notable. »
La Tosefta in tractate Sanhedrin mentionne une discussion à Bathyra au cours de laquelle Hillel a défini ses sept règles herméneutiques (middot). Il n'est pas dit explicitement qu'il est fait référence à la discussion au sujet de la veille de Pessa'h tombant le jour du Shabbat, mais une partie de la critique estime que c'est probable au vu du contenu et du contexte. Toutefois, d'autres critiques estiment que les deux controverses sont distinctes et que la nomination de Hillel est l'évènement le plus ancien des deux. Selon la Tosefta, Hillel a apporté la preuve de ses dires de sept façons différentes à partir des prescriptions requises par la Torah.
Selon la tradition rabbinique, la famille de Hillel l'Ancien a continué d'exercer la fonction de président du Sanhédrin pendant 15 générations, jusqu'à l'abolition de la présidence à la mort de Rabban Gamaliel VI. Toutefois aucun membre de la famille ne semble avoir exercé cette fonction de la mort de Hillel au début de notre ère, jusqu'à la prise de fonction de Gamaliel II, à la mort de Yohanan ben Zakkaï vers 85. En tout cas, Flavius Josèphe n'en dit rien et dans les sources juives Gamaliel l'Ancien (mort vers 50) est cité comme un transmetteur, mais sans être associé pour former un zoug avec un autre Sage, comme c'était le cas précédemment.

## Problème d'identification
À l'époque moderne, l'historien Heinrich Graetz a été un des premiers à identifier les Bnei Bathyra avec les « Babyloniens » installés par Hérode le Grand en Batanée, dont l'une des deux villes principales s'appelle Bathyra. Toutefois cette identification a été rejetée par certains critiques car Flavius Josèphe semble placer leur installation en Batanée vers 6-5 av. J.-C., moins de deux ans avant la mort d'Hérode, alors que dans le Talmud la plus ancienne intervention des Bnei Bathyra relate l'élévation de Hillel au rang de Patriarche que les sources juives placent environ un siècle avant la destruction du Temple de Jérusalem, qu'elles situent en 69. Cette chronologie rabbinique comporte certes une marge d'incertitude, mais la différence est ici jugée trop importante.
Il est toutefois probable que Flavius Josèphe a donné des indications approximatives et que ces Babyloniens aient été installés à Bathyra bien avant, peut-être lorsque « la Trachonitide, la Batanée et l'Auranitide, » ont été donnés à Hérode en -24, au moment où il s'est lui même rendu dans la région avec son armée pour réduire les bandits Trachonites que justement ces « Babyloniens » sont chargés de contenir. La plupart des critiques estiment en effet invraisemblable qu'Hérode ait pu installer cette colonie en Batanée deux ans avant sa mort, alors qu'il est physiquement très affaibli et qu'il est submergé par les ennuis domestiques ainsi que par les suites de complots et d'exécutions qui marquent la fin de son règne. Josèphe situe cette installation après qu'Hérode a fait exécuter ses deux fils Alexandre et Aristobule (-7) et après qu'Antipater lui a fait réorganiser tous les mariages qu'il avait prévu. Il indique d'ailleurs qu'à ce moment là, vu l’état d’esprit d'Hérode, « toutes les affaires étaient du ressort d’Antipater. »  Pour Étienne Nodet, cette « erreur de Flavius Josèphe n'est pas nécessairement accidentelle. » L'absence de Hillel dans toute l'œuvre de Josèphe est, elle aussi, notable car il n'y a aucun doute qu'il s'agissait d'un personnage très importants du judaïsme de l'époque. D'autant plus que Josèphe déclare avoir choisi à l'âge de 19 ans d'être Pharisien, tout comme l'était Hillel et que les sources rabbiniques indiquent que ce sont les Anciens de Bathyra qui ont promu celui qu'elles qualifient de « Babylonien », au rang de patriarche. En revanche, Josèphe semble mentionner brièvement les prédécesseurs de Hillel et Shammaï, en leur donnant les noms de Saméas (Σαμαίας) et Pollion (Πολλίων) qui pourraient correspondre à Shemaya et Abtalion,. Il faut donc remonter à l'époque d'Hyrcan II, grand prêtre de 63 à 40 av. J.-C., pour trouver le nom de dirigeants pharisiens. De plus, il y a un problème car Josèphe attribue à Abtalion et Shemaya le même discours dans les mêmes circonstances (AJ XV, I, 2-4 et AJ XIV, 172),, et présente celui qui semble être Shemaya, qu'il appelle Saméas, comme un disciple de celui qui semble correspondre à Abtalion qu'il appelle Pollion,. Or, le disciple d'Abtalion dont la translittération du nom en grec pourrait être Saméas c'est Shammaï et pas Shemaya, mais il est impossible chronologiquement que Shammaï ait été membre du Sanhédrin en 47 av. J.-C.. Là encore, cette double confusion est bien étrange surtout pour un érudit pharisien. Donc, soit Flavius Josèphe est mal à l'aise avec ses sources, soit il cherche à cacher quelque chose pour se préserver ou pour appliquer les consignes de ses commanditaires.

## La ville de Bathyra
Bathyra est avec Ecbatane (ou έν Βατάναια) une des deux villes fortifiées qui ont été fondées par ceux que Flavius Josèphe appellent des « Babyloniens ». Des Juifs qui se sont enfuis avec leurs familles de Mésopotamie pour des raisons inconnues, dont 500 hommes entraînés pour tirer à l'arc à cheval, que le roi Hérode le Grand a installés en Batanée pour qu'ils s'opposent aux raids des brigands de Trachonitide qui venaient régulièrement piller les territoires de son royaume,,. Ils pourraient être en lien avec la Mygdonie et Nisibe où l'on trouve aux Ier et IIe siècle plusieurs éminents rabbis qui s'appellent Judah ben Bathyra.

## Judah ben Bathyra de Nisibe
Judah ben Bathyra, aussi connu comme Judah Bathyra était un éminent docteur de la Mishna ayant vécu au Ier siècle ayant une activité à Nisibe, qui est florissant au moment de la destruction du Temple de Jérusalem (70). Nisibe est la capitale de la Mygdonie, un territoire situé entre le royaume d'Arménie, l'Adiabène et le royaume d'Édesse. Depuis le règne d'Izatès (II), le territoire de Nisibe appartenait à l'Adiabène, car le roi Parthe Artaban III (mort vers 38) lui a donné ce territoire pour le récompenser de l'avoir aidé à récupérer son trône, sans faire la guerre et par sa seule autorité, face à ses nobles en rébellion, et à l'usurpateur appelé Cinname,.
Les seuls éléments biographiques connus de Judah ben Bathyra sont déduits d’une aggada talmudique selon laquelle lorsqu'un païen aurait été empêché de consommer l’offrande pascale à Jérusalem, il aurait alors reçu le message : « à toi, Rabbi Juda ben Bathyra, salut ! Tu vis à Nisibe mais tes réseaux se propagent jusqu’à Jérusalem. » Les deux groupes qui ont eux-aussi prôné d'interdire aux non-juifs de faire des sacrifices au Temple, sont la tendance d'Esséniens qui a caché des centaines de Manuscrits près du site de Qumrân au Ier siècle et les Zélotes. Avec de multiples autres raisons certains critiques estiment d'ailleurs qu'il s'agit du même groupe, mais il n'y a nul consensus sur ce sujet. L'interdiction d'offrir des sacrifices pour les païens au tout début de la révolte en 66 est considéré comme une déclaration de guerre à l'Empire romain, puisqu'elle empêche le sacrifice qui était fait quotidiennement pour l'empereur au Temple de Jérusalem. Pour David Instone Brewer, Judah était en contact avec les autorités du Temple et semble avoir été responsable de la collecte des fonds à destination du Temple de Jérusalem dans le nord de la Babylonie.
À Nisibe, Judah possédait un collège expressément recommandé pour son excellence, où il accueille de nombreux savants fuyant la palestine lors de la première guerre judéo-romaine (66 – 70) et des persécutions qui suivirent.

## Sous Agrippa II et pendant la révolte
Bien qu'ils ne soient pas mentionnés dans le talmud, les dirigeants de la Batanée mentionnés par Flavius Josèphe dans la Guerre des Juifs et longuement évoqués dans sa Vita appartiennent vraisemblablement à cette famille et notamment Philippe de Bathyra, appelé aussi Philippe fils de Joachim. Ce ne sont toutefois pas des Bnei Bathyra puisqu'ils ne sont pas notés comme des Sages dans les sources juives.

## À l'époque de Yabneh
Après la destruction du Temple, les sages de cette famille occupèrent une place importante parmi les premiers sages de Yavneh. Ainsi ils interviennent dans une controverse avec le chef de l'Académie de Yabneh. La tradition disait que si la fête de la nouvelle année — qui à l'époque commençait le 1er nisan (voir Rosh Hashana) — tombait le jour de shabbat, le shofar était soufflé dans la ville sainte mais pas dans les provinces. Après la destruction du Temple de Jérusalem, R. Yohanan ben Zakkai (mort vers 85) a décidé que le shofar pourraient sonner partout où il y avait un sanhédrin local. Peu après, la fête est tombée un shabbat et Yohanan voulait faire sonner le Shofar à Yabneh. Les Bnei Bathyra voulaient que l'on en discute d'abord. Yohanan leur a dit faisons sonner le Shofar et discutons après. Après que le son du Shofar a retenti les Bnei Bathyra ont dit « Maintenant discutons », mais Yohanan a répondu : "On ne discute pas après le fait". « Le résultat est l'affirmation que l'Académie de Yabneh possédait la même prérogative que le Temple de Jérusalem » désormais détruit.
Selon Jacob Neusner, un Judah ben Bathyra était un disciple de Yohanan ben Zakkaï, après que Gamaliel (II) lui ait succédé. Ce Judah est associé à Joshua ben Bathyra dans une controverse avec Gamaliel au sujet du degré de "pureté" de la lignée que devait avoir une femme pour pouvoir être épousée par un prêtre. Le Judah ben Bathyra, disciple de Yohanan ben Zakkaï est différent de Judah ben Bathyra I qui possédait un collège recommandé pour son excellence à Nisibe. En revanche, c'est probablement le même que celui qui controverse avec rabbi Akiba.

## Noms des sages de la famille mentionnés dans le Talmud
La Mishna attribue des citations à un Judah ben Bathyra ou à un « ben Bathyra » à 17 reprises, il y a environ 40 Baraïta attribuées à ce nom qui est aussi un haggadiste prolifique. Cela suggère qu'il y avait plusieurs Judah ben Bathyra. Un Judah ben Bathyra était un disciple de Yohanan ben Zakkaï, florissant à l'époque où Gamaliel (II) présidait le sanhédrin. C'est probablement lui qui controverse avec rabbi Akiba, mort vers 135. L'existence d'un second R. Judah b. Bathyra — voire d'un troisième — est donc supposée (Tossafot to Men. 65b; Seder ha-Dorot, ed. Warsaw, II, 110), qui était probablement un fils ou un petit-fils du premier, et donc le contemporain d'Akiba; il est possible qu'il existait même un troisième R. Judah b. Bathyra, qui était un contemporain de Rabbi Josiah (en) (Sifre, Num 123) ou de R. Juda Hanassi (Hullin 54a; Shab. 130a; voir aussi Midrash Shmuel (en) X). Il semble aussi avoir vécu à Nisibe (Sanhé 96a).
Il y a aussi les citations attribuées aux « Bnei Bathyra » qui sont réputés être deux frères appelés Judah et Joshua ben Bathyra qui sont souvent confondus, car dans la Mishna (Shab. xii. 5; Yeb. viii. 4; 'Eduy. viii. 1; Parah ii. 5), les noms "R. Judah" et "R. Joshua b. Bathyra" sont abrégés de la même manière (רי 'ב 'ב). Toutefois d'autres critiques disent que les deux frères sont Judah b. Bathyra et Siméon b. Bathyra, un rabbi mentionné notamment dans le traité Eduyot (I). Frankel s'est efforcé de distinguer les deux tannaim sur la base des particularités internes de leurs enseignements respectifs. Pour Marcus Jastrow et Samuel Krauss, reprenant le point de vue de Moïse Maïmonide, le mieux serait peut-être de résoudre les difficultés chronologiques en substituant "R. Joshua" aux citations attribuées au plus jeune "R. Judah".
Le Talmud cite encore un autre Judah b. Bathyra, clairement différent de ceux qui précèdent, car il est contemporain de Rabbi Hiyya bar Abba (en), qui était florissant à la fin du IIIe siècle.